# Zeesenboot

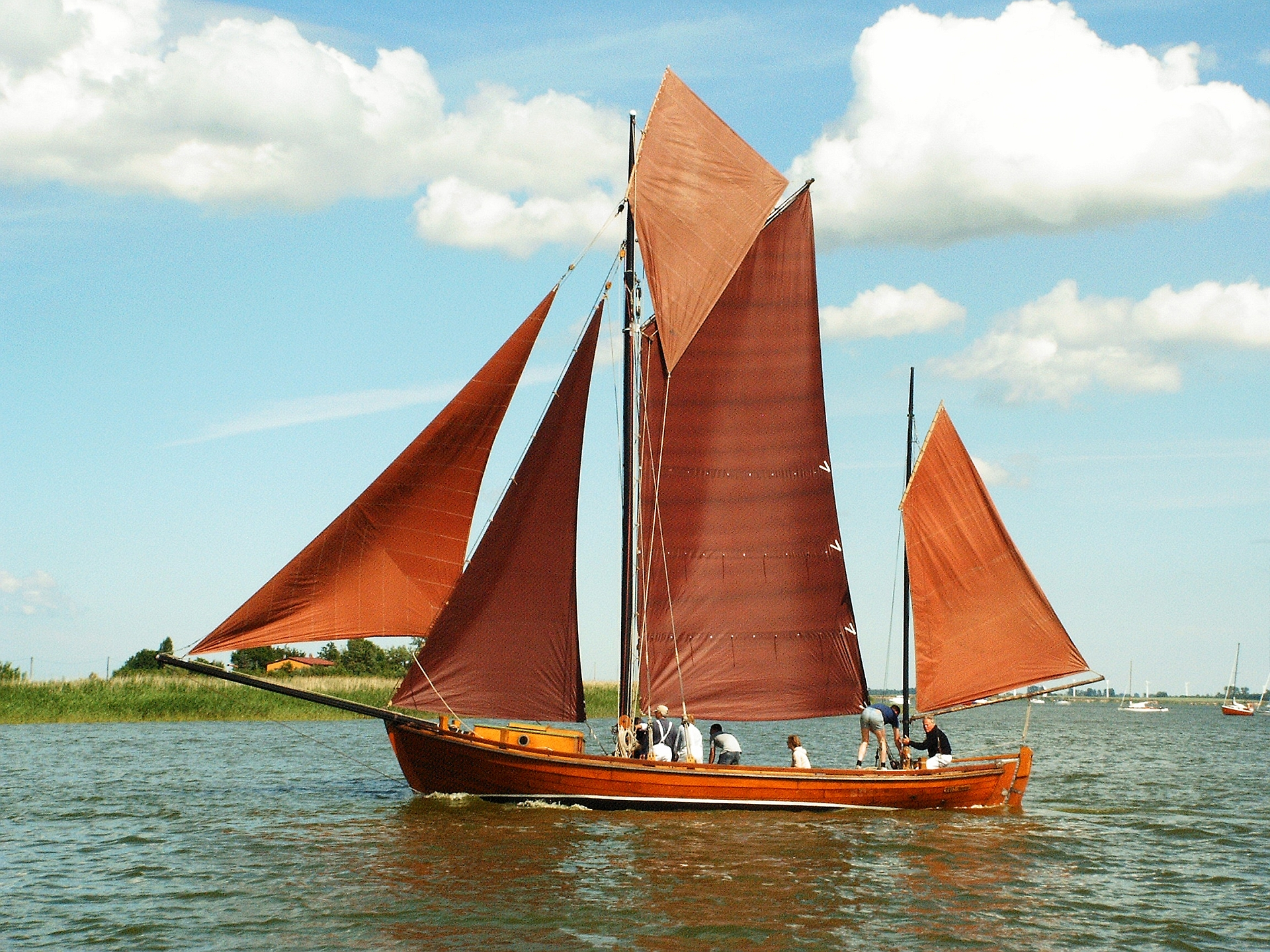
Seitenansicht - Zeesboot FZ 11 "Butt" aus Wustrow unter vollen Segeln

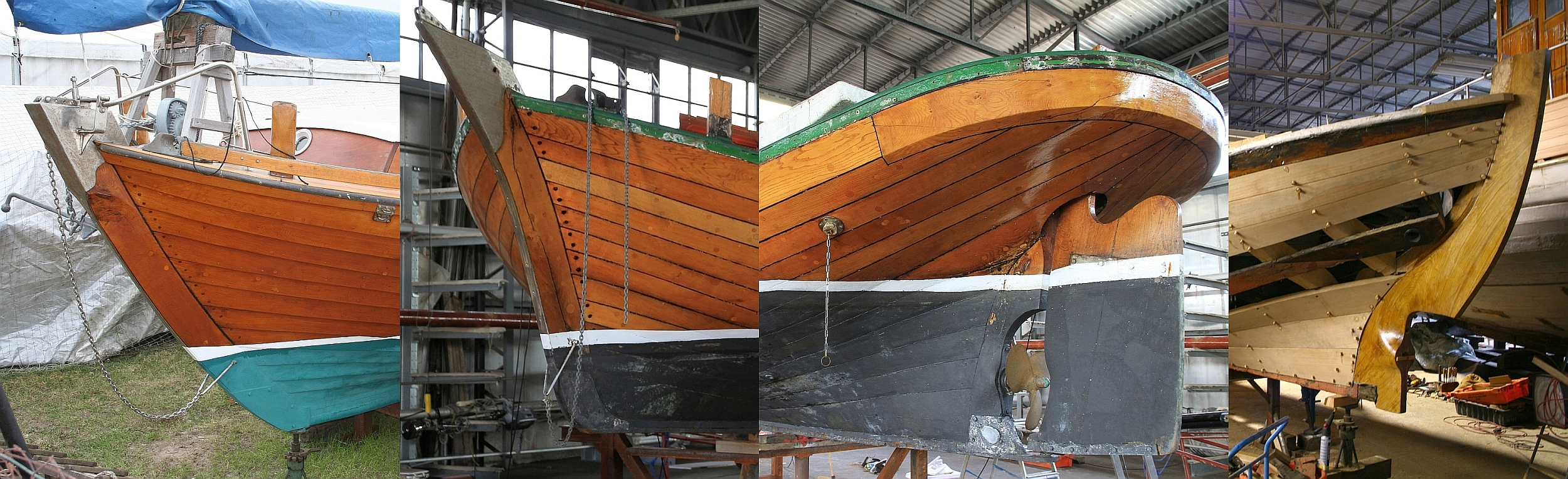
Bug- und Heckformen > Vorsteven: 1. konvex 2. konkav (Klippersteven) - Achtersteven: 1. Rundgatt 2. Spitzgatt

Ein Zeesenboot, auf plattdeutsch „Zeesboot“ früher auch „Zeesenerkahn“, ist ein bis zu 12 Meter langes, formstabiles Schwertboot aus der Zeit der Segelfischerei. Der Name leitet sich von dem eingesetzten Fanggeschirr, der Zeese, ab. Das Segelboot ist für relativ geschützte, flache Gewässer gebaut und daher gut für die seichten Boddengewässer geeignet. Fischereigeschichtlich erstreckte sich der Verbreitungsraum der Zeesenboote vom Ribnitzer See durch die Boddenkette von Fischland-Darß-Zingst über Hiddensee, Rügen, Strelasund und Greifswalder Bodden bis in die Mündung der Peene. Hochburgen der Fischerei mit Zeesenbooten waren die Hansestadt Stralsund und das Gebiet um die Stadt Barth. Durch Auswanderung pommerscher Zeesenfischer gelangte das Zeesenboot auch in die Region Salzhaff/Insel Poel/Wismarer Bucht sowie in das südliche Dänemark, wo Zeesboote als Åledrivkvase bezeichnet werden. Heute werden Zeesenboote überwiegend als Freizeitsegelboote und für touristische Zwecke genutzt. Ende des Jahres 2018 wurde die „Bewahrung und Nutzung der Zeesboote in der Mecklenburg-Vorpommerschen Boddenlandschaft“ in das Bundesweite Verzeichnis des Immateriellen Kulturerbes aufgenommen.

## Historisches
Spätestens seit der Mitte 15. Jahrhundert wurden Zeeskähne als Fischereifahrzeuge vor allem im Stralsunder und Barther Revier und im Stettiner Haff eingesetzt. In einer Stralsunder Chronik von 1449 spricht Johann Berckmann vom „zesekahn“. 1601 wird in der ältesten nachweisbaren Stralsunder Vischer Rulle (Fischerrolle) vom nathe czesekahne gesprochen. Der Ausdruck „nasser Zeesenkahn“ weist darauf hin, dass dieses Fahrzeug bereits einen wasserdurchfluteten Fischraum besaß.
In der ältesten bekannten Haffordnung, aus dem Jahr 1541, findet der Zeszekahn ebenfalls Erwähnung. Bis zum Anfang des 20. Jahrhunderts gab es auf dem Stettiner Haff knapp unter 22 m lange Zeeskähne, die jedoch 1908 einer amtlichen Reglementierung zum Opfer fielen. Die Zeesenkähne des Stralsunder Reviers waren mit 13 Metern Rumpflänge sehr viel kleiner. Dies wurde aber durch das Anbringen fester Ausliegerbäume ausgeglichen. Somit wurde die gleiche, zum Aufhalten der Zeese notwendige Spannweite erreicht.
Die technische Entwicklung wurde ab dem Anfang des 19. Jahrhunderts befördert, weil viele Zeesenfischer in ihrer Jugend zur See fuhren und sich hierdurch mit der Segeltechnik anderer Regionen vertraut machen konnten. So konnte sich ein kleinerer, aber effektiverer Bootstyp entwickeln – das Zeesenboot – so wie wir es heute noch kennen. Es wurde mit neuartigen, ausschiebbaren Driftbäumen ausgestattet, war aufgrund seiner Größe und Besegelung wendiger und benötigte nur 2 Mann Besatzung. Bei den ersten Zeesenbooten handelte es sich wahrscheinlich um Fracht-Yachten, wie sie von den Rügenschiffern verwendet wurden. Diese wurden provisorisch mit Ausliegerbäumen ausgestattet. Nach und nach entwickelte sich daraus ein eigenständiger Bootstyp. Zeesenkahn und Zeesenboot existierten noch eine Zeit lang nebeneinander.
Die Entwicklung der Takelage und der Übergang vom Zeesenkahn zum Zeesenboot, lässt sich in groben Zügen rekonstruieren:
- In einem im Jahr 1647 von Johann Hieronymus Staude erstellten Stralsunder Stadtplan,[2] sind auf dem Strelasund einmastige Zeesenkähne mit einem Rahsegel und einzelnen, festen Driftbäumen zu erkennen.

- Während Ende des 18. Jahrhunderts von größeren Kähnen bereits die Gaffeltakelung benutzt wird, fahren kleinere Fahrzeuge die Spriettakelung. Dies geht aus zahlreichen Skizzen Caspar David Friedrichs aus der Zeit zwischen 1798 und 1818 hervor. Auf seinem auf 1818/20 datierten Ölgemälde Auf dem Segler[3], ist bereits das Vorschiff einer gaffelgetakelten, zeesenbootartigen Yacht mit Klüverbaum und ausschiebbaren Driftbaum zu sehen. Die Luggertakelung, wie sie von den Zeesenkähnen des Stettiner Haffs benutzt wurde, taucht in den anderen Revieren nicht auf.[4][5]

- Mitte des 19. Jahrhunderts beschreiben Zeitzeugen die letzten Stralsunder Zeesenkähne als auf Kielsohle aufgesetzte, geklinkerte Fahrzeuge von 13 m Länge. Sie waren einmastig und besaßen einen festen Klüver- und Achterbaum. Die Besegelung bestand aus losem Klüver, Stagfock sowie baumlosem Gaffelgroßsegel.

- 1872 gab es in Stralsund nur noch sieben der alten Zeeskähne - 1885 nur noch drei Exemplare, die für die Hälterung von Fischen genutzten werden (Fischlieger, plattdt. Ligger).

Die zweimastigen Zeesenboote mit ihren neuartigen, ausschiebbaren Driftbäumen und den fünf Segeln (loser Klüver, Stagfock, Gaffel-Großsegel, Rah-Toppsegel sowie Lugger-Besansegel) hatten die alten Zeesenkähne des Mittelalters verdrängt.

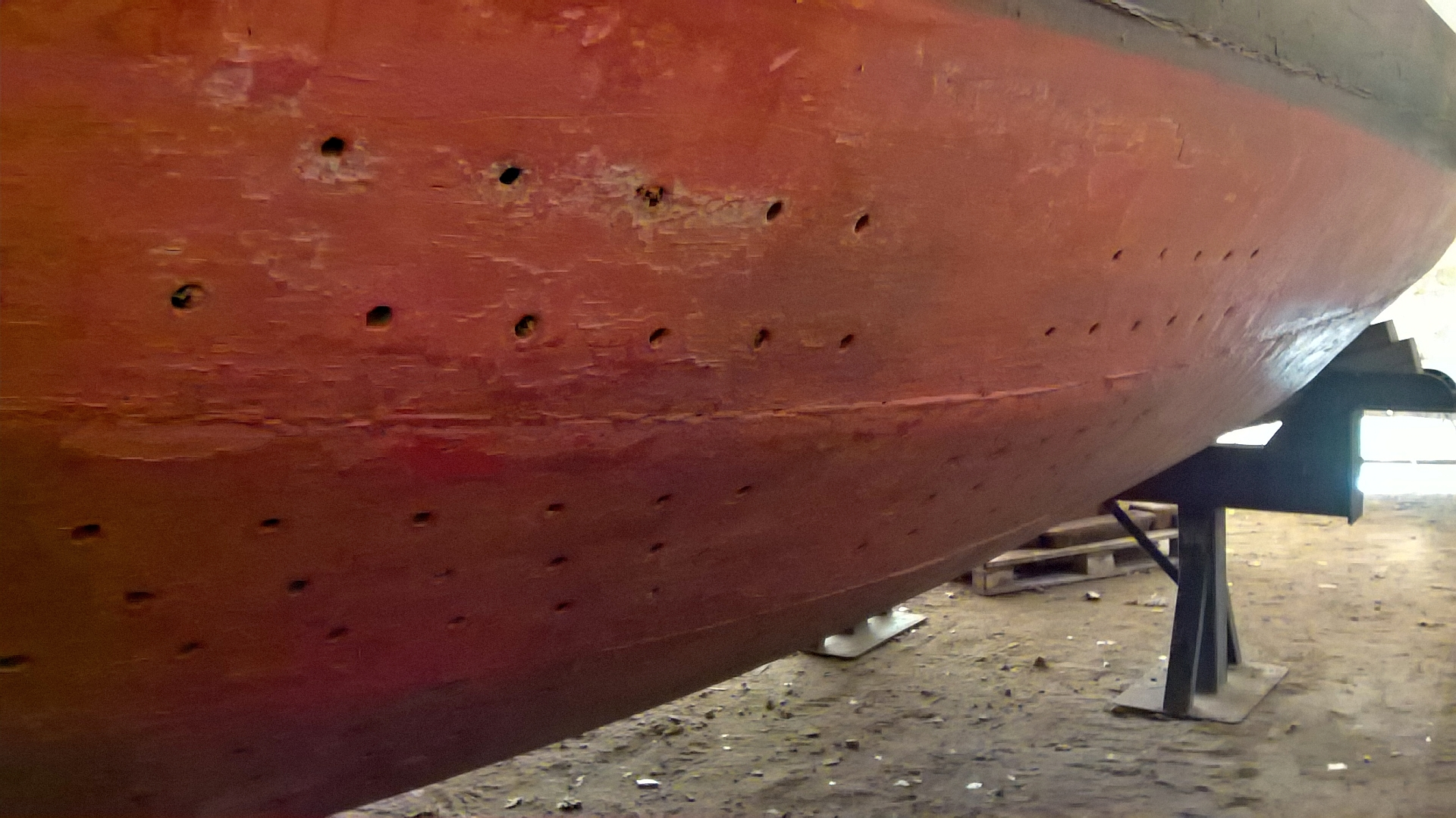
Die mit Löchern versehene Beplankung im Bereich des Fischkastens (PRU. 7 "Paula")

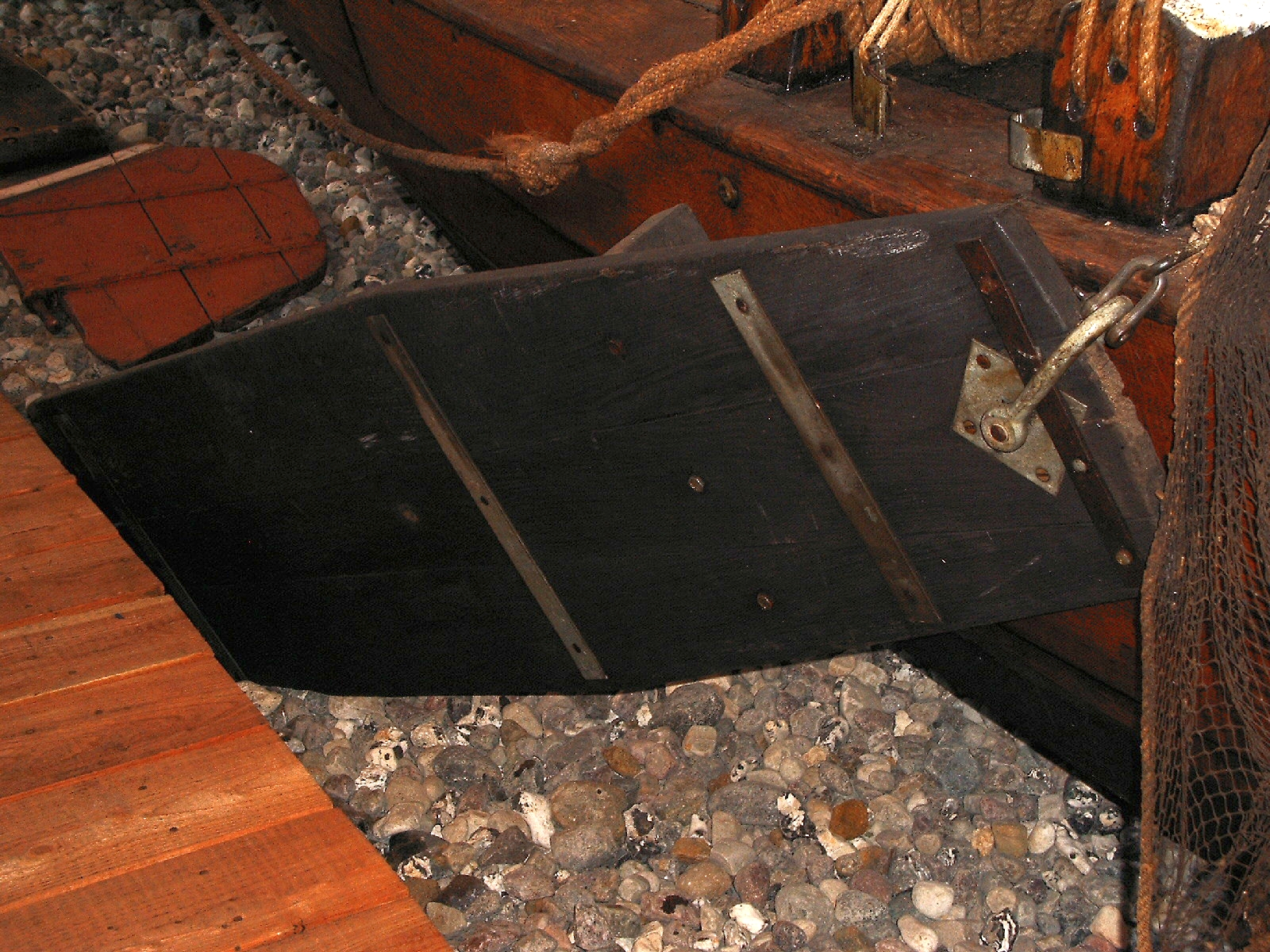
Seitenschwert beim Museumsboot STR. 9 (Replik eines Zeesbootes von 1872 im Nautineum Stralsund)

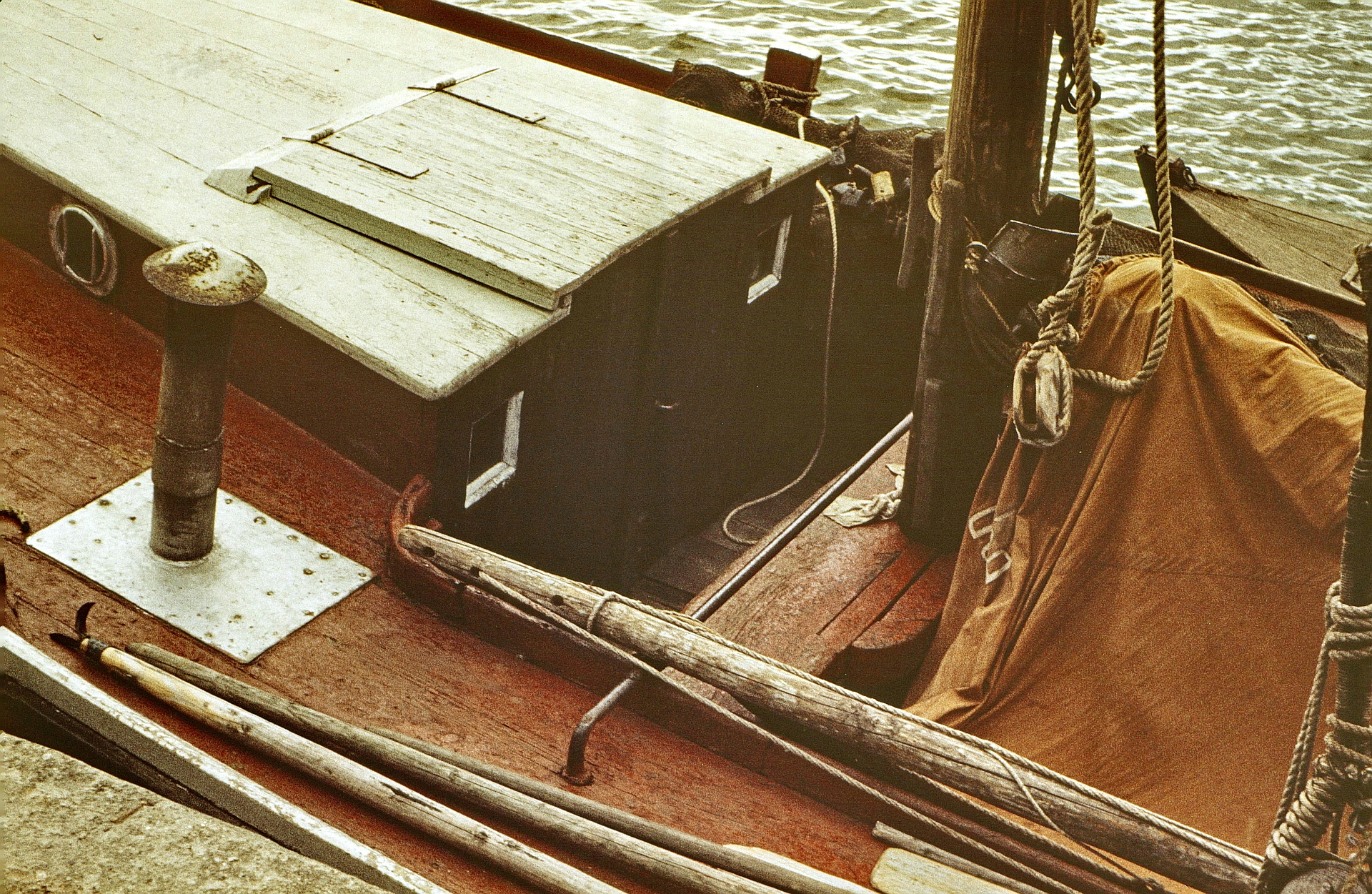
Schwertgang bei BOD. 1 (heute FZ 38 "Inge")

- 1880 wird auf der internationalen Fischerei-Ausstellung in Berlin das bereits 1815 in Chikago vorgestellte Mittelschwert gezeigt, welches fortan bei den Zeesenbooten Verwendung findet. Vorher wurde ein einzelnes Seitenschwert benutzt, welches immer leeseitig gefahren wurde und bei einer Wende auf die andere Bootsseite gewuchtet werden musste. Bei älteren Zeesenbooten war noch der sogenannte „Schwertgang“ zu sehen. Dies war ein durchgehender Gang vor dem Großmast, welcher dem Transport des Schwertes von der Luv- zur Leeseite diente. Beim Bau von Booten die bereits mit einem Mittelschwert ausgerüstet wurden, entfiel der Schwertgang. Das Vordeck wurde jetzt durchgehend, bis auf das Schott vor dem Großmast, verlegt.

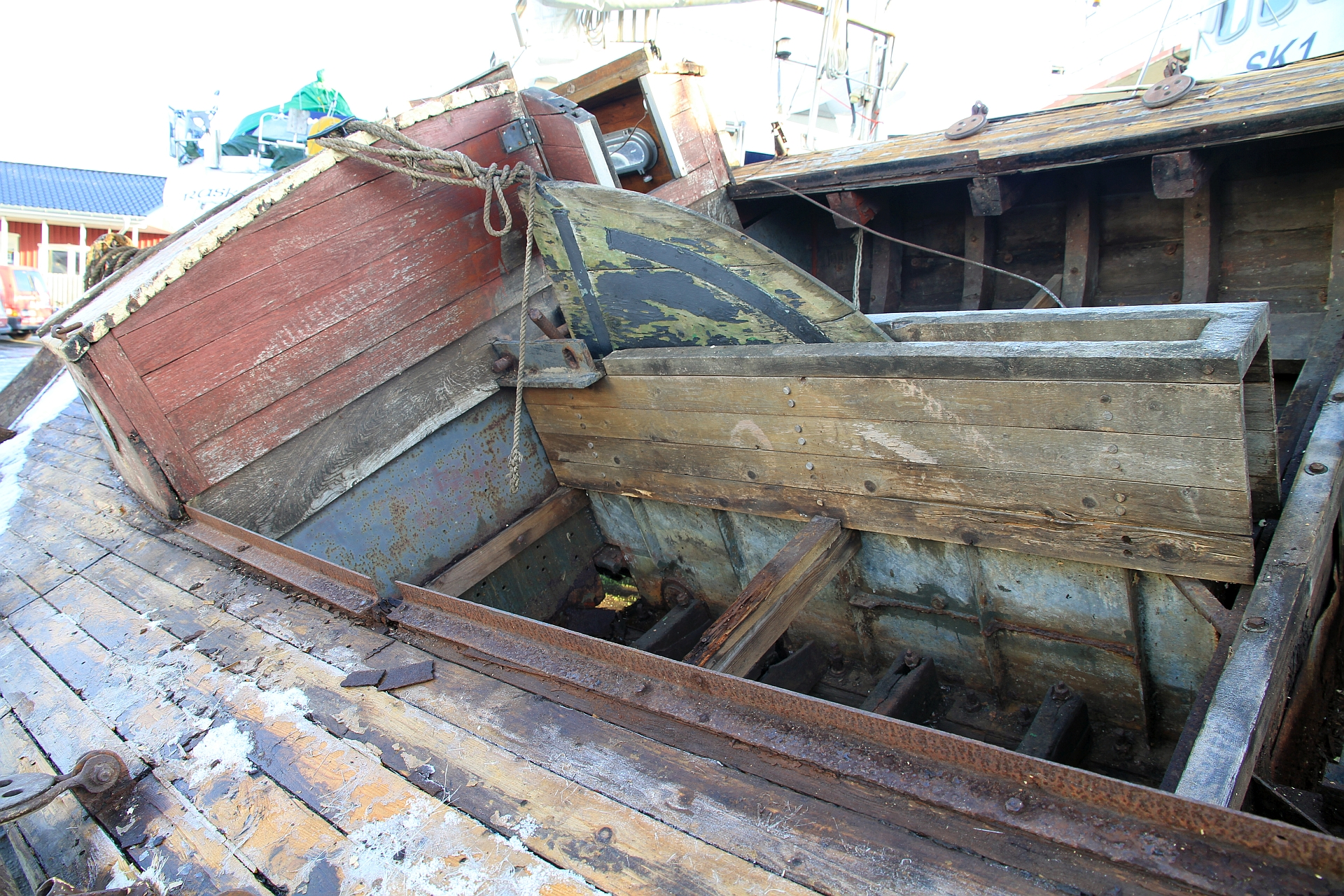
Stählerner Schwertkasten mit Mittelschwert beim Zeesbootwrack FZ 29 "Jule"

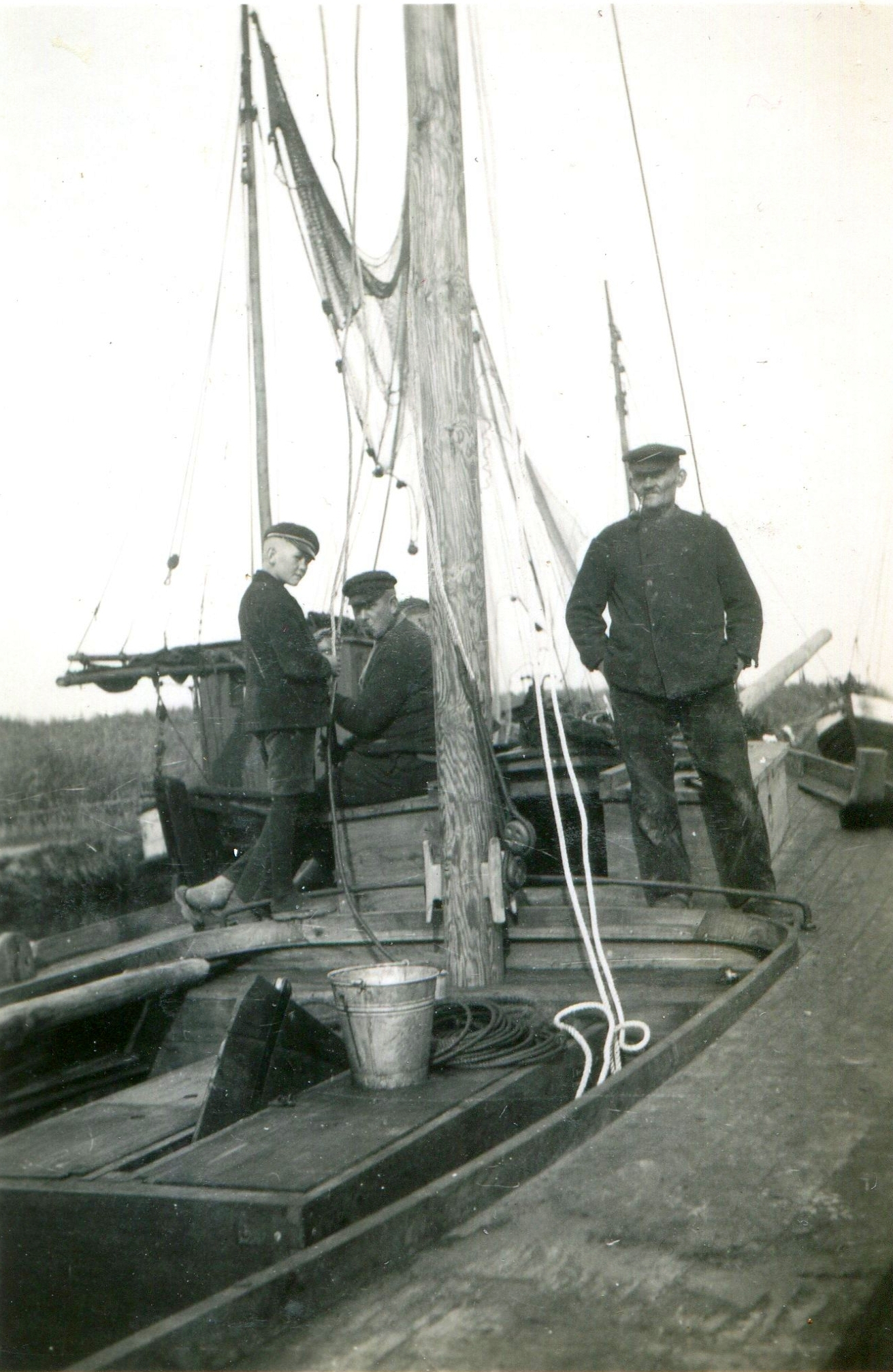
Eingabeschacht des Fischkastens links u. rechts des Schwertkastens bei STR. 124 (heute FZ 82 "Oma Else") Bootswerft Jarling 1930

- Durch dänischen Einfluss kam um 1900 ein beidseits des Schwertes angeordneter, abgeschotteter und wasserdicht eingedeckter Fischkasten (Dän'scher Deken) mit einem hohen Eingabeschacht (Trumpf) in Gebrauch. Dieser wasserdurchflutete Fischkasten (je nach Region Deken, Bünn oder Peik) war seit 1858 vorgeschrieben. Bei den pommerschen Zeesbooten befand sich der Fischraum ursprünglich achtern. Spätestens mit dem späteren Aufkommen von Motoren, kam dieser Bereich nicht mehr hierfür in Frage.

Der Fischfang mit Zeesenbooten wurde in der DDR noch bis Mitte der 1970er Jahre betrieben. Vereinzelt waren ehemalige Zeesboote als motorisierte Kleinkutter noch bis 2020 bei den Boddenfischern im Einsatz.
Sehr viele der ehemaligen Fischereisegler gibt es insbesondere auf den Boddengewässern hinter der Halbinsel „Fischland-Darß-Zingst“. Diese Schiffe werden von ihren Eignern liebevoll erhalten und gepflegt.

## Der Schiffsrumpf

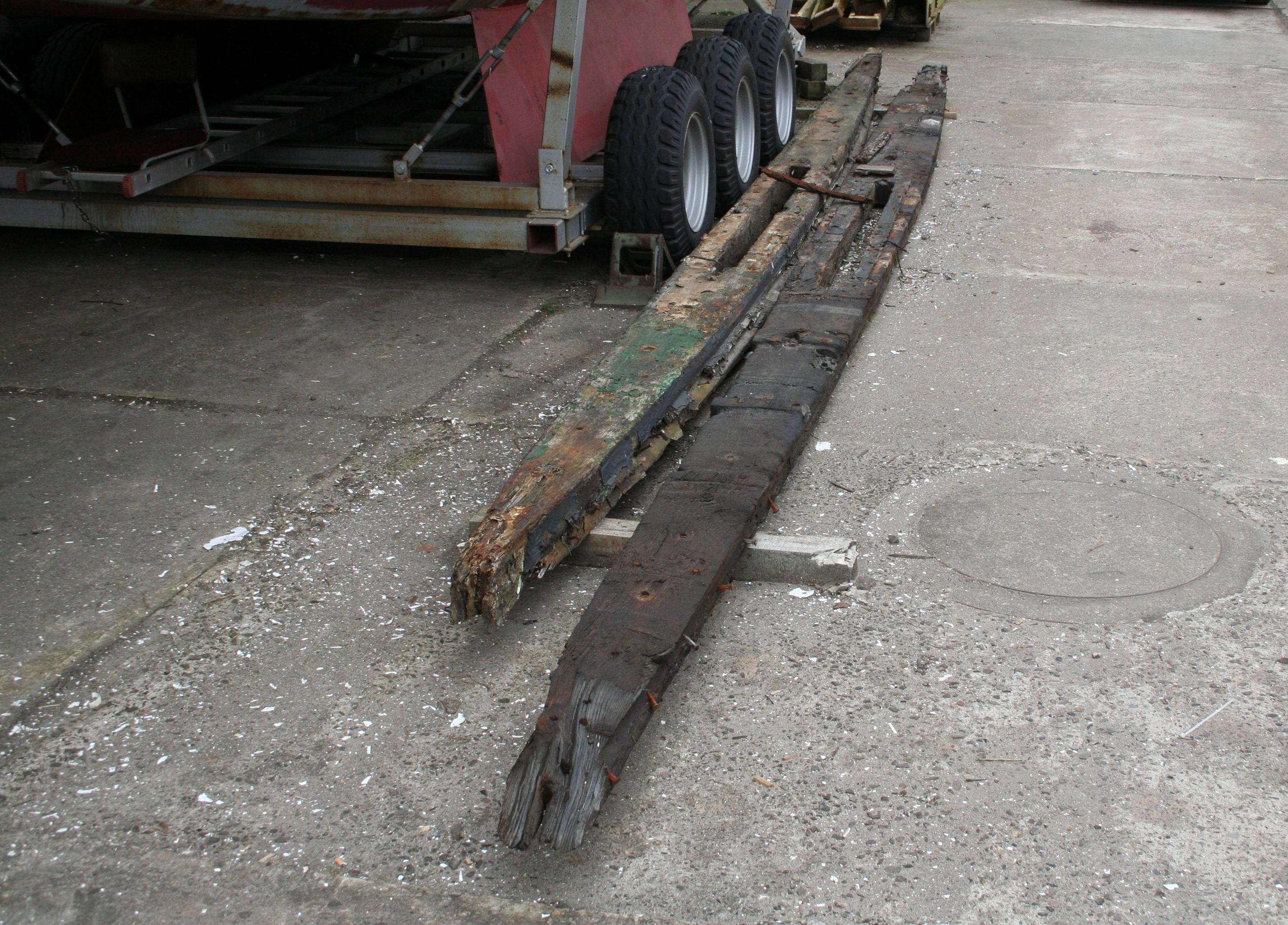
Zwei verschlissene Kielsohlen von Zeesenbooten auf der Werft Rammin in Barth

Zeesenboote sind überwiegend spitzgattige, breite und flachliegende, ursprünglich offene Schwertboote in Kraweel- oder Klinkerbauweise. Die Beplankung besteht zumeist aus Eichenholz (Boddengewässer), während im Wismarer Raum und in Dänemark auch Lärchenholz verwendet wurde.
Der wuchtige Achtersteven war vor dem Einbau von Motoren gerade durchgehend. Später wurde er im unteren Bereich ausgeschnitten, bzw. bei jüngeren Booten S-förmig ausgelegt (Kutterheck), um Platz für Welle und Propeller zu erhalten. Bei Zeesenbooten gab es verschiedene Heckformen, die an jeweilige Modeerscheinungen im Großschiffbau angelehnt waren. Der Vorsteven ist meist konvex oder bei Rundgattbooten konkav geformt (Klippersteven). Bei den Heckformen gab es zumeist spitzgatte und rundgatte Ausführungen, aber auch Plattgatt- und Spiegelheck. Von den beiden letzteren Formen sind heute keine Boote mehr erhalten.
Zeesenboote haben an Stelle eines vertikalen Balkenkiels eine breite Kielsohle (auch Sohlkiel, früher Bodenplanke genannt), welcher mit einem Schlitz für das Mittelschwert versehen ist. Die Kielsohle ragt nur wenige Zentimeter aus dem Rumpf hervor, wodurch die Rumpfform an eine Nussschale erinnert. Bei aufgeholten Schwert konnte sich das Zeesenboot daher, mit seinem Grundschleppnetz im Verbund, quer vor dem Wind treiben lassen (sogenannte Treibzeesenfischerei).
Die Kraweelbeplankung wurde ab der zweiten Hälfte des 19. Jahrhunderts eingeführt, vorher wurde ausschließlich geklinkert. Die namhafte Bootswerft Jarling im vorpommerschen Freest ging sogar erst im Jahr 1929 zur Kraweelbeplankung über. Der Bootsrumpf bestand aus 10–12 Plankengängen mit bis zu 45 mm Stärke. Zeesenboote mussten einen niedrigen Freibord haben, da der Netzsack der Zeese von nur zwei Fischern an Bord gehievt werden musste. Bei vielen der heute erhalten Sportboote wurde der Rumpf nachträglich um ein bis zwei Plankengänge erhöht.
Bis ins 19. Jahrhundert wurden die Zeesboote offen gebaut. Erst ab ca. 1860 wurden die Boote halb eingedeckt und es gab eine kleine Kajüte (Vörunner, Vörunnerkappe) am Bug.

## Stehendes und laufendes Gut
Es gibt einmastige Zeesenboote. Meistens handelt es sich aber um ketschgetakelte Zweimaster bzw. bei sehr kurzem Besanmast um Anderthalbmaster.

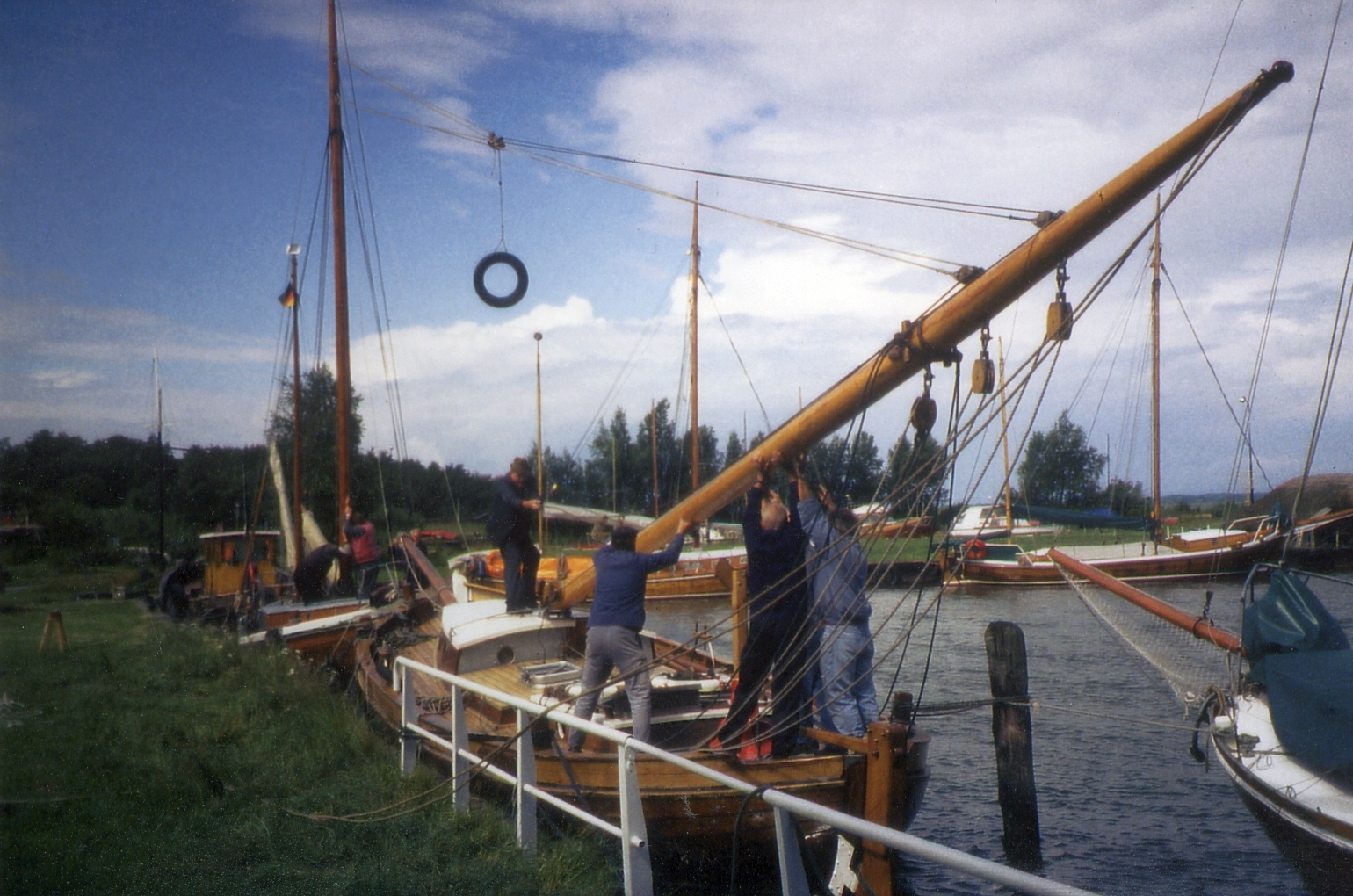
Stellen eines Klappmastes bei FZ 67 "Körling" über das Piekfall eines weiteren Bootes (Anfang der 1990er Jahre)

Zeesenboote besaßen in der Regel zwei durchgehende Pfahlmasten (Steckmasten), die in einem Spurklotz auf dem Kielschwein verankert waren. Um das aufwendige Ziehen des Großmastes zu vereinfachen, wurden zu DDR-Zeiten viele Zeesenboote mit Klappmasten ausgerüstet. Hierzu wurde die Position des Mastfußes von der Kielsohle auf das Deck verlegt und mit einem Gelenk versehen. Der Mast konnte nun mit Hilfe des Piekfalls eines anderen Bootes gestellt oder gelegt werden.
Der vordere Schiffsmast (Großmast) steht im ersten Drittel des Bootes, der etwas kürzere hintere (Besan oder Bullmast) im letzten Drittel. Der Großmast wird durch ein Vorstag (Fockstag) am Stevenkopfbeschlag des Vorstevens und je zwei seitliche Drahtwanten gehalten. Am Mast werden die am oberen Ende befindlichen Schlaufen der beiden Wantenpaare über die Mastbacken (Knaggen) gelegt und am unteren Ende mittels Jungfern (dreilöchrige Holzscheiben) an Wantenpollern oder an Püttingeisen (Rüsteisen) an der Bordwand steif gesetzt (Taljereep).
Während die Fock als Stagsegel ausgeführt ist, wird der Klüver lose gefahren. Am Großmast wird ein baumloses Gaffelgroßsegel gefahren. Darüber befindet sich das luggersegelartige Gaffeltoppsegel. Der Besanmast trägt ein Luggersegel, bei Zeesenbooten Besan- oder Bullsegel genannt. Die Segel haben traditionell eine braune Farbe. Alle 2 Jahre wurde das Tuch mit einer heißen Mischung aus Kienteer, Talg, Leinöl und Ockererde imprägniert "geloht".
Die Baumwollsegel wurden mit einem Tau eingefasst und mit dünnen Leinen am Großmast (Reihleine) und an den Spieren (Marlleine) angeschlagen. Das Achterliek (hintere Kante eines Segels) des Großsegels und der Fock konnte auch mit einer Kette eingefasst sein, um bei niedrigen Temperaturen das steife Tuch besser wegfieren zu können.
Für das Auf- und Abgleiten der Gaffel am Mast sorgte eine halbrunde Gaffelklaue mit einer Mastschelle oder einem mit Holzkugeln (Klodjes) besetzten Rackband, bzw. ein sogenanntes Tonnenrack. Zu früherer Zeit war die Gaffelklaue als bogenförmiges Krummholz ausgeführt. Zum Verkleinern der Segelfläche bei Starkwind dienten mehrere Reihen von ins Segel eingenähten Reffbändseln.

## Die Treibzeesenfischerei
Der Begriff "Treibzeesenfischerei" wurde im Jahr 1890 von Amts wegen eingeführt. Er steht für eine Grundschleppnetzfischerei, die von nur einem Boot aus, ohne Motorkraft und ohne Scherkörper durchgeführt wird.
Gefischt wurde mit der sackartigen Zeese, welche während der Drift – unter back gestellten Segeln und aufgeholtem Schwert – über den Grund gezogen wurde. Das Netz wurde dabei durch lange Driftbäume (ausschiebbare Stangen) am Heck und am Klüverbaum offen gehalten. An der Oberseite der Zeese befanden sich Schwimmkörper aus Kork oder Pappelholz. An der Unterseite wurden zur Beschwerung Steine oder kurze Kettenstücke eingebunden. Scherbretter, mit deren Hilfe die Zeesenfischerei nach 1900 auf der offenen Ostsee praktiziert wurde, durften auf den Boddengewässern nicht verwendet werden.
Gezeest wurde ab Anfang Juni, solange bis der Bodden begann zuzufrieren; bei Tag und bei Nacht. Eine Drift konnte zwischen eineinhalb und zwei Stunden dauern. Gefangen wurde hauptsächlich Hecht, Barsch, Plötze und in manchen Gewässerabschnitten auch Zander. Vor allem war man aber auf Aal aus. Hier wurde von Sonnenuntergang bis Sonnenaufgang gefischt, zu früheren Zeiten noch ohne Positionslichter. Während der Nachtdrift hielt ein Fischer Wache, der andere konnte schlafen.
Um eine Drift einzuleiten, ging man folgendermaßen vor:
- Das Boot wurde in den Wind gelegt
- Die Fock wurde weggefiert, das Schwert aufgeholt und die Pinne freigegeben, so dass sich das Ruderblatt nach Luv legte
- Das auf dem Laufdeck zurechtgelegte Zeesnetz wurde von beiden Fischern - in Pommern immer über die Steuerbordseite des Bootes - nach Luv ausgebracht
- Jetzt drehte das Boot langsam quer zum Wind
- Nach dem Setzen und Backstellen der Fock, begann das Boot zu treiben. Das Großsegel wurde dichtgeholt und in Lee belegt.

Beim Segeln nennt man das Manöver zum Erreichen dieser Schwimmlage Beidrehen und Beiliegen. Ein Zeesenboot beginnt aber, nach dem Aufholen des Schwertes, aufgrund seines geringen Unterwasserwiderstandes, quer "dwars" zu treiben. Durch Justieren der Segel kann man den Kurs regulieren. Bei wenig Wind werden weitere Segel gesetzt.
Nach dem Ende einer Drift nahm man zuerst die Vorsegel weg. Die Backstellung des Großsegels wurde aufgehoben und damit die Drift gestoppt. Der achteren Driftleine wurde durch Loswerfen des sogenannten „Utslippers“ Lose gegeben. Dadurch luvte das Boot sofort an und drehte in den Wind. Über die Holleinen konnten nun die Driftleinen und dann das Netz, heran- und "Hand über Hand" eingeholt werden. War der Netzsack zu schwer, wurde er mit einer Hilfstalje (Flaschenzug) an Bord gehievt und in eine Balje (Wanne) entleert. Auf dem Weg zu einer neuen Driftstrecke, sortierte ein Fischer den Fang in den Fischkasten ein. Sollte die gleiche Driftstrecke wieder genutzt werden, wurde zur ungefähren Ausgangsposition, also gegen Wind, zurückgekreuzt und mit der nächsten Drift begonnen. Zur Orientierung auf dem Wasser benutzte man Landmarken.

## Zeesbootregatten

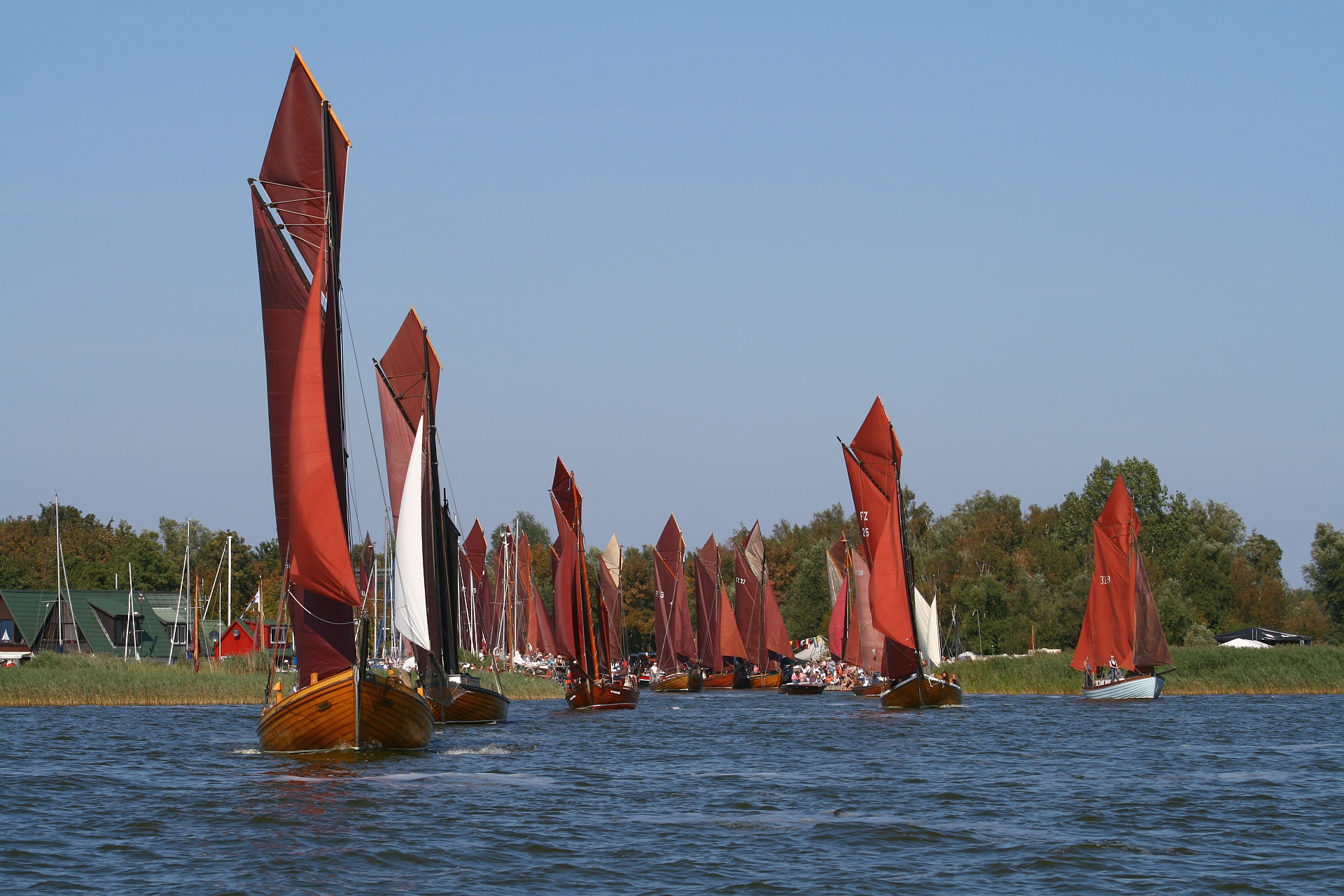
Ausfahrt der Boote zur Althäger Fischerregatta

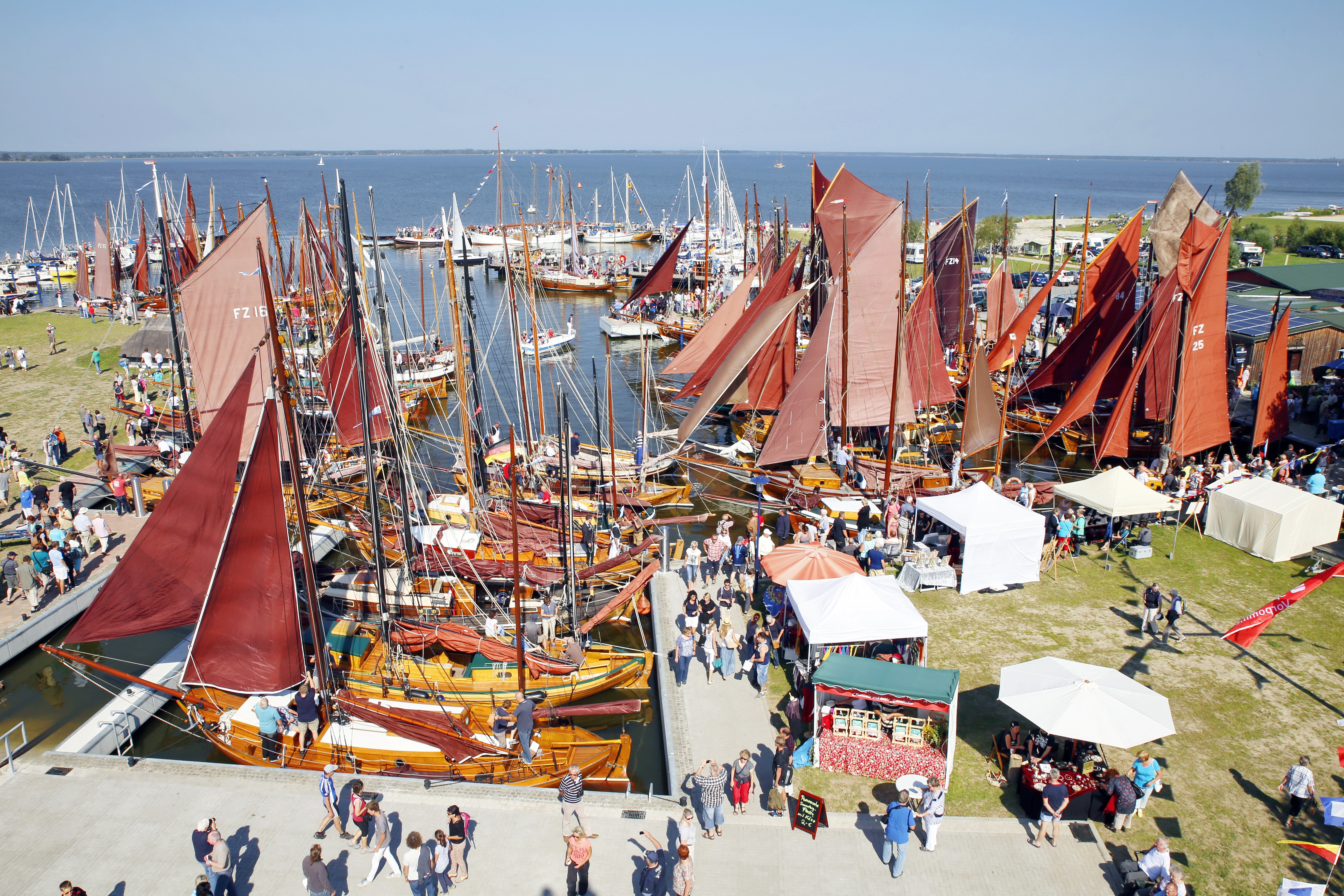
50. Jubiläumsregatta im September 2014 in Bodstedt

Wettfahrten mit Zeesenbooten haben eine lange Tradition. In einem Artikel in der Zeitschrift "Die Yacht", vom 31. Dezember 1909, berichtet Adolf Miethe (Vater von Käthe Miethe) von der zweiten "Mecklenburgischen Fischerregatta" mit 10 Zeesenbooten. Der Gewinner erhielt damals ein wertvolles Kaffeeservice. An dieses Ereignis knüpft die heutige "Althäger Fischerregatta" an.
Wettfahrten unter den Fischern waren auf der Heimreise von den Fanggebieten üblich. Seit 1965 werden jährlich Wettfahrten durchgeführt, die der Bodstedter Ekkehard Rammin (1937–2024) ins Leben gerufen hat. Diesem Einsatz ist der Erhalt vieler ehemaliger Fischereisegler zu verdanken, die ohne eine weitere Nutzung verloren gegangen wären. Rammin förderte die Aufnahme der Zeesenboote als Sportboote und als eigene Bootsklasse im Bund Deutscher Segler (BDS). Die „Zeesbootklasse“ erhielt damals das Kennzeichen „FZ“, welches von allen registrierten Zeesenbooten im Segel geführt wird. Am 6. September 2014 fand auf dem Bodstedter Bodden die 50. Große Bodstedter Zeesenbootregatta statt, nachdem am Vorabend der neue Hafenkomplex in Bodstedt eingeweiht wurde. Diese Regatta ist wahrscheinlich die älteste Regatta ehemaliger Fischereisegler in Europa. An der Jubiläumsregatta nahmen insgesamt 54 von ca. 80 noch fahrbereiten Zeesenbooten teil.
Mittlerweile gibt es in der Boddenregion jährlich sechs Zeesbootregatten, die eine große Bedeutung für den Tourismus haben und Teil des Immateriellen Kulturerbes sind.
Dies sind im Einzelnen:
- Große Bodstedter Zeesbootregatta (seit 1965)
- Wustrower Zeesbootregatta (seit 1985)
- Dierhäger Zeesbootregatta (seit 1988)
- Althäger Fischerregatta (seit 1994)
- Barther Zeesbootregatta (seit 2001)
- Zingster Hafenfest mit Netz- und Zeesbootregatta (seit 2003)

## Zeesbootvereinigungen

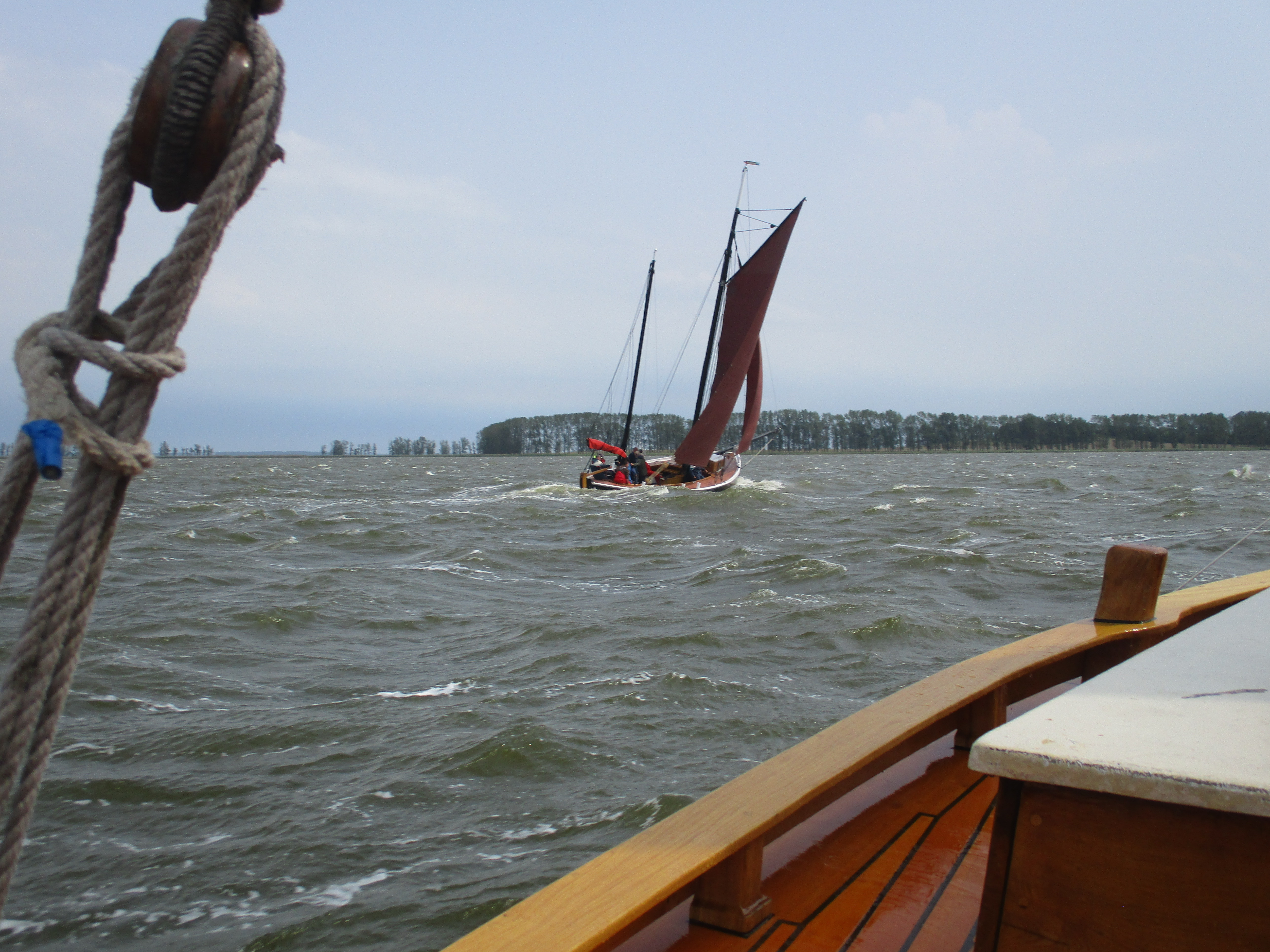
Zeesboote auf Regattakurs, 2019

Nach der Aufnahme der Zeesenboote als Sportbootklasse in den Bund Deutscher Segler, im Jahr 1978, wurde die "Klassenvereinigung der Zeesboote" gegründet. Klassenobmann war über viele Jahre hinweg Ekkehard Rammin (1937–2024), der in der Szene anerkennend "Vater der Zeesboote" genannt wird. Nach der Wende hat sich die Klassenvereinigung neu gegründet, als eingetragener Verein mit Sitz in Bodstedt.

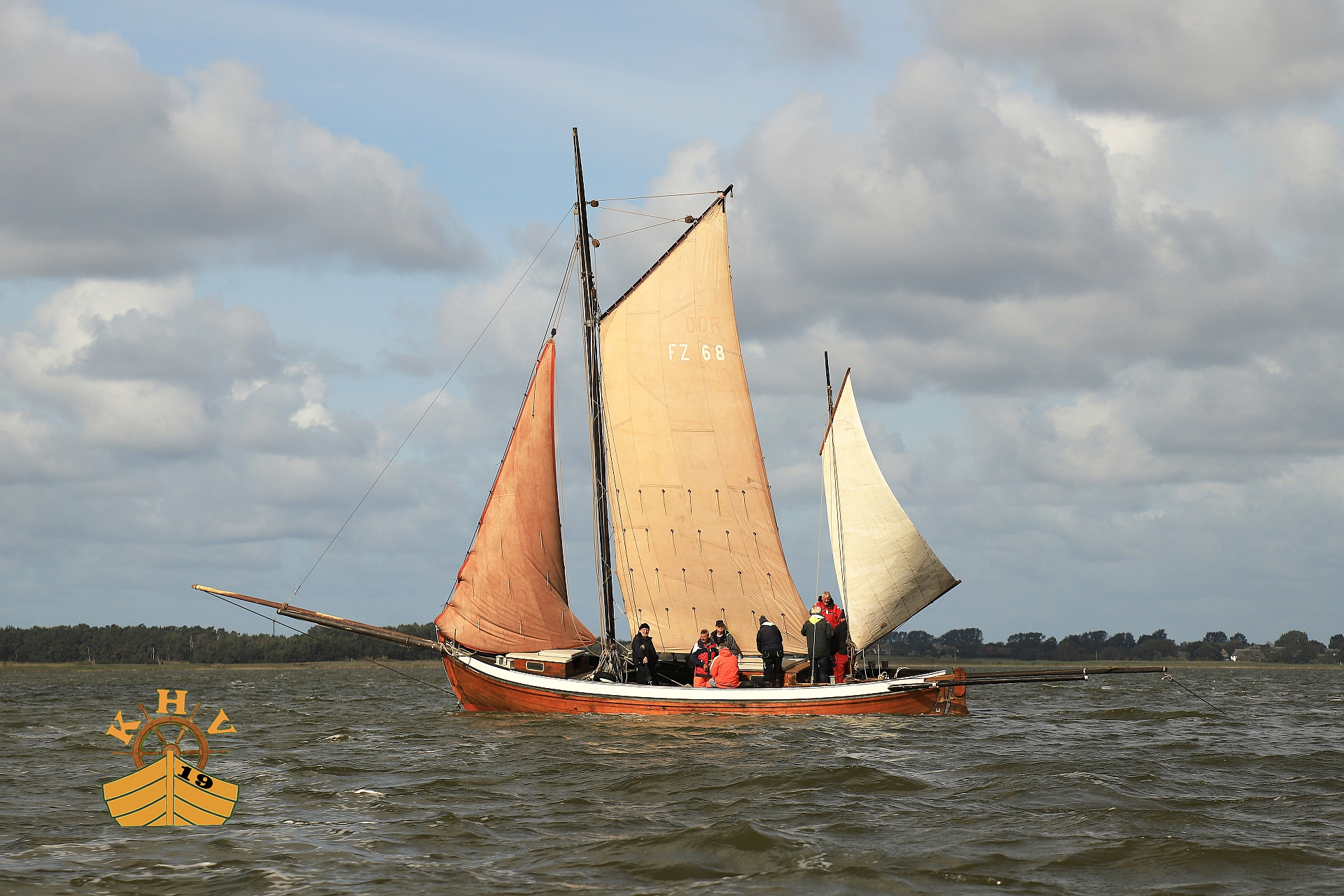
Traditionelles Zeesboot "Aalfred" auf der Drift "Zeesenfischerei zum Anfassen"

Die wichtigsten Aufgaben der Klassenvereinigung sind:
- Führung des Registers der Klassenvereinigung (Zeesbootregister)
- Entwicklung und Betreuung der Klassenvorschrift
- Ideelle Unterstützung der sportlichen Nutzung der Zeesboote
- Betreuung der Zeesbootregatten und Archivierung der Regattaergebnisse

Eine Mitgliedschaft in der Klassenvereinigung ist beitragsfrei, aber an die Eignerschaft eines registrierten Zeesbootes gebunden.
Die Klassenvereinigung der Zeesboote ist sozusagen der Dachverband, in welchem die Zeesbooteigner organisiert sind.
Ein weiterer wichtiger Verein in der Zessbootszene ist der "Verein der Zeesener" mit Sitz in Ahrenshoop-Althagen.
Dieser Verein fühlt sich in erster Linie der Traditionspflege verbunden und er vertritt alle Mitglieder, die mit ihren Zeesenbooten gewerbliche Gästefahren anbieten.
Der Zeesenerverein veranstaltet jährlich am 2. Septemberwochenende eine "Traditionelle Zeesenfischerei zum Anfassen". Dann wird drei Tage lang, mit mehreren für die Zeesenfischerei aufgerüsteten Booten, wie zu Großvaters Zeiten gefischt und das alte Handwerk für interessierte Gäste demonstriert. Auch dies ist ein Standbein des "Immateriellen Kulturerbes".

## Medaille und Briefmarke

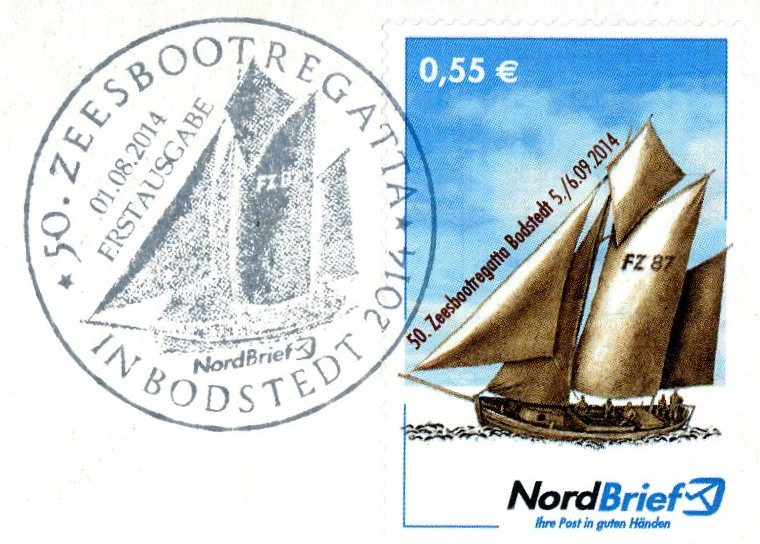
50. Bodstedter Zeesbootregatta

Anlässlich der 50. Bodstedter Zeesbootregatta und der Hafeneinweihung hatte Hans-Joachim Behrendt, einer der profiliertesten deutschen Holzstecher und Illustrator, eine Erinnerungsmedaille entworfen.
In philatelistischer Würdigung gab das private Postunternehmen NordBrief Rostock 2014 einen Briefmarkenblock zur 50. Zeesbootregatta Bodstedt mit dem Abbild des Zeesboots FZ 87 Irmchen nach dem Motiv der Medaillen-Vorderseite mit einem Wert von 0,55 € heraus.